# 杜尚·巴尼切维奇
杜尚·巴尼切维奇（羅馬化：Dušan Banićević，1998年10月12日—），黑山男子水球运动员。他曾代表黑山国家队参加2020年夏季奥林匹克运动会水球比赛，结果队伍获得第八名。